# Isère (departman)
Isère (francuski: [izɛʁ]) je departman u regiji Auvergne-Rhône-Alpes, prefektura Grenoble, u istočnoj Francuskoj. Nazvan je po rijeci Isère, pritoci lijeve obale rijeke Rhône. 
Isère pokriva veliki dio nekadašnje regije Dauphiné čiji je glavni grad Grenoble, a ujedno je i deseti najveći departman u Francuskoj, te drugi po broju stanovnika.

## Etimologija
Podrijetlo riječi Isère nije jasno utvrđeno, ali se pretpostavlja da bi moglo imati dva različita podrijetla:
- keltski: Isar, to jest "željezo", što se odnosi na rudu koja je otkrivena tijekom protohistorijskog[4] perioda, a za koju se pretpostavlja da ju je u tom razdoblja moralo biti u velikim količinama uz obale Isare;
- galski: Isara ("plahovit, brz"), koji karakterizira ovu alpsku rijeku mnogo prije nego što je provedena regulacija protoka (zahvaljujući, između ostalog, izgradnji brane Chevril[5] koja je puštena u upotrebu 1953. ali nije u potpunosti uklonila rizik od poplava).

Imena rijeka s ovim imenom pojavljuju se u cijeloj Europi, poput Isar u Bavarskoj ili Yser u Flandriji, pa čak i rijeke Oise (Isara, prema Césaru) u francuskom departmanu Oise.

Keltsko podrijetlo imena se ne može smatrati pouzdanim, jer se ovaj naziv rijeke nalazi u predjelima za koje se pretpostavlja da na njih nije utjecala keltska kultura kao što su Veneto, Trakija, Litva itd., pa stoga podrijetlo imena i nadalje ostaje neizvjesno.

## Povijest

### Prapovijest
Povijest teritorija koji trenutno zauzima Iséreski departman je bogata, a prvi tragovi ljudi sežu u srednji paleolitik oko 200 000. godine prije Krista,  kada su se, usprkos hladnoj klimi koja je u to vrijeme mogla prevladavati, nastanili u planinama Chartreusea i Vercorsa. Nekoliko nalazišta u Iseru potvrđuje ovu prisutnost, osobito u spilji Bury, koja je bila nastanjena u razdoblju od 120 000 do 14 000 prije Krista. 
Zemljopisni položaji tih prvih "Iséreisa" su jako ovisili o meteorologiji, periodima glacijacije i migraciji divljači. 
Oko 5.000 godine prije Krista,  prve sedentarne skupine su se nastanile na predjelima Chartreusea, Vercorsa, Trièvesa, u vododerini Voreppea i u ravnici Bièvre-Valloire gdje je u to vrijeme prevladavala vruća i vlažna klima koja je podsjećala na klimu obala Sredozemlja i koja je pogodovala razvoju lokalne poljoprivrede.

### Brončano doba
Kraj pretpovijesti u departmanu zabilježeno je otkrićem izvanrednog neolitičkog nalazišta na južnoj obali jezera Paladru, koje je bilo nastanjeno oko 2.700 godina prije Krista. Selo se sastojalo od pet drvenih obiteljskih kuća, što bi odgovaralo broju od oko 50 stanovnika. Danas je ovo nalazište pod vodama jezera i predmet je arheološkog iskopavanja. 

To razdoblje je praćeno protohistorijom i brončanim dobom pojavom prvih alpskih metalurga između 1300. i 1100. prije Krista. Otkriće mnogih brončanih predmeta (sjekire, noževi, narukvice ...) u komunama Goncelin i Allevard pokazuje važnost metalurgije koju su prakticirali domaći metalurzi. Uslijedilo je željezno doba i pojava prvih galskih plemena u Alpama. 

### Rimsko doba
Prije dolaska Rimljana, u regiji su bila nastanjena četiri galska naroda. Najvažniji od njih bili su Alobrožani čiji se teritorij prostirao od Ženeve do Cularoa (koji je preimenovan u Gratianopolis, potom Grenobla), pa sve do Viennea, koji je tada bio glavni grad regije.

Između 125. i 118. prije Krista, galski narodi jugoistoka, sastavljeni od Alobrožana, Arvernija i Vocontiija, u ratovima protiv Rima doživjeli su niz poraza, tako da je potonji svojim pobjedama osigurao vladavinu na golemom području od Alpa sve do Pireneja, stvorivši provinciju Narbonsku Galiju.

Vienne je postao prosperitetni rimski grad i u to vrijeme je bio glavno gospodarsko, političko i kulturno središte teritorija koje danas zauzima departman Isère. Mnogi spomenici iz tog razdoblja i danas su vidljivi u ovom gradu, a od posebnog značaja su Hram Augusta i Livije, kao i Viennsko antičko kazalište.

### Srednji vijek
Tijekom srednjeg vijeka, Isère i Grenoble su doživjeli razdoblje procvata, a posebno nakon što je Rim ustupio svoje teritorije burgundskom kraljevstvu od 443. do 25. lipnja 524. (datum bitke kod Vézeronce), kojega su kasnije naslijedila franačka kraljevstva. Uz ovu kraljevsku vlast bili su biskupi koji su počeli uživati sve veću administrativnu i pravnu ulogu u svojim biskupijama, postajući tako autoriteti među glavnima. 

U Isèreu, kao i svuda u Europi, izgradnja brojnih dvoraca označava razdoblje od razvijenog srednjeg vijeka (od 1000.-  1250.), do kasnog srednjeg vijeka (od 1250. do 1500.). 
Arhitektura utvrda je prolazila kroz snažna razvojna razdoblja, krećući se od nasipa s drvenim utvrđenjima opasanim širokim kanalima (koji su, ako je to bilo moguće, bili napunjeni vodom), kao što su pokazala istraživanja obavljena na mjestu mote du Châtelard u Chirensu, pa sve do kamenih dvoraca namijenjenih zaštiti vladara i simboliziranju njegove moći unutar teritorije kojom vlada.

Tijekom visokog srednjeg vijeka od otprilike 1.000. godine, grad je doživio arhitektonski i graditeljski procvat koji je rezultirao izgradnjom dvoraca, tako da je 980. godine bilo navedeno pet utvrda/dvoraca, da bi do 1120. bilo izgrađeno 120 dvoraca. 

### Moderno doba
Moderno doba, tijekom šesnaestog stoljeća, svjedoči izgradnji mnoštva uporišta u departmanu, a posebno oko Grenoblea, kako bi se obranili od mogućih napada Savojaca čiji su se vladari često nalaze u prvim redovima neprijatelja francuskih kraljeva.
 
Na sedamnaesto stoljeće duboki trag je ostavio Françoisa de Bonnea, tada general-potpukovnika Douphinéa, čija je misija bila održavanje mira i ponovno pokretanje gospodarskog života pokrajine.
Na osamnaesto stoljeće, iako je imalo razdoblje prosperiteta za Isére, kraj sedamnaestog stoljeća je ostavio negativan trag egzodusom protestanata, što je bio slučaj i u ostataku Francuske.
To vrijeme je obilježio i seljak koji je vremenom postao popularni buntovnik i krijumčar, Louis Mandrin(11. veljače 1725. – 26. svibnja 1755.),  iz Dauphinéa, koji je postao popularan potkopavajući vlast, osobito napadajući nepopularne poreznike, što mu je donijelo veliku popularnost kod stanovništva, ali i tragičan kraj.

Uslijedilo je razdoblje smirivanja i prosperiteta koje je omogućilo razvoj intelektualnog života koji se pokazao vrlo živim, posebice u Grenoblu gdje je bila osnovana javna knjižnica među čijim uglednim članovima je bio i dr. Henri Gagnon, Stendhalov djed po majci.

U ovom dobu prosvjetiteljstva treba navesti nekoliko velikih imena koja potiču iz Isèrea, poput Dolomieua, jednog od prvih francuskih geologa i litologa; Jacques de Vaucanson, izumitelj i mehaničar koji je, između ostalog, pridonio automatizaciji tkalačkih stanova; Gabriel Bonnot de Mably, filozof i brat Étienne Bonnot de Condillaca, koji je bio filozof, pisac, ekonomist i francuski akademik, te Antoine Barnave francuski političar.

Barnave je s Jean-Josephom Mounierom bio od početka u neredima nazvanim Dani crijepova, nereda koji su se dogodili 7. lipnja 1788. u Grenoblu, tijekom kojih se stanovništvo grada sukobilo s kraljevskim trupama. Bio je to jedan od prvih nemira koji su prethodili Francuskoj revoluciji.

## Industrija
Sljedeća stoljeća obilježena su industrijskom revolucijom i razvojem planinskog turizma. Da bi se razvile, sve industrije su trebale prirodne resurse, a Isère je nudio mnoge. Neke od bogatstva su donijele planine u formi šuma, bujica, podzemnih resursa. Ovi resursi su omogućili razvoj prerađivačke djelatnosti: tiskare, tekstilna industrija, metalurgija koja je u okviru svoga djelokruga podrazumijevala rudarenje željeza, olova, srebra itd. 
Neki od rudnika su prisutni još od srednjeg vijeka, o čemu svjedoči prisustvo srednjovjekovne rudarske
aglomeracije, koja je u periodu od 11. do 14. st. bila poznata pod imenom Brandes, ali je od 14, stoljeća promijenila svoje ime u Alpe d'Huez. Departman također ima značajnu hidrauličku snagu i bio je jedan od najindustrijaliziranijih departmana u zemlji s kraja 19. stoljeća, što pokazuje Međunarodna izložba bijelog ugljena i turizma koja se održala u Grenoblu od 21. svibnja do 25. listopada 1925. Različiti sektori djelovanja također su imali koristi od snažnog napretka u industriji krajem 19. i početkom 20. stoljeća. Tako je Paul Héroult 1886. instalirao prvu električnu peć metalurške industrije i započeo prvo lijevanje aluminija elektrolitičkim putem u Francuskoj u gradu Froges. Ova tvornica aluminija, koja još uvijek postoji, ali više ne radi, lijep je primjer industrijske arhitekture s početka 20. stoljeća.

## Drugi svjetski rat
Tijekom Drugog svjetskog rata, departman je okupirala fašistička Italija od studenog 1942. do rujna 1943. Međutim, mnogi borci francuskog pokreta otpora smjestili su se u okolnim planinama, posebno u makiji Vercors, koja im je bila važna baza. Charterhouse je, u nešto manjoj mjeri, bio domaćinom trupama boraca pokreta otpora iz 3. bataljona i čete iz 4. bataljona francuskih snajperista kao i pristalica francuskog pokreta otpora, od ožujka 1943. do kolovoza 1944. godine.

## XXI. stoljeće
1. siječnja 2016. regija Rhône-Alpes, kojoj je departman Isère pripadao, pripojila se regiji Auvergne i postala nova upravna regija Auvergne-Rhône-Alpes.

## Galerija
- Grenoble
- Velika Kartuzija
- Grand Veymont
- Vrh Crolles
- Dolina Queyras
- Jezero Monteynard-Avignonet
- Charmant Som i Chamechaude od Col de la Grande Vache